# Rebecca Goldin
 Rebecca Freja Goldin (* 24. August 1971 in Philadelphia, Pennsylvania, USA) ist eine amerikanische Mathematikerin und Hochschullehrerin.  Sie ist Professorin für mathematische Wissenschaften an der George Mason University und Direktorin von Statistical Assessment Service (STATS), einem gemeinnützigen, überparteilichen Projekt zur Analyse und Erklärung von Zahlen und Statistiken in den Nachrichten und zur Förderung der Statistikkompetenz in den Medien und in der Gesellschaft.

## Leben und Werk
Goldin ist die Tochter eines Physikers und studierte Mathematik an der Harvard University, wo sie einen Bachelor-Abschluss erwarb. Sie forschte dann ein Jahr in Frankreich an der École normale supérieure (Paris) mit Bernard Teissier an torischen Sorten arbeitete. Sie promovierte anschließend 1999 bei Victor Guillemin am Massachusetts Institute of Technology in Cambridge mit der Dissertation: The Cohomology of Weight Varieties.
Auf ein zweieinhalbjähriges National Science Foundation Postdoctoral Fellowship an der University of Maryland folgte 2001 eine Tenure-Track-Berufung an der mathematischen Fakultät der George Mason University. 2004 wurde Goldin zusätzlich Forschungsdirektorin für Statistical Assessment Services, die der George Mason University angegliedert ist. 2006 wurde sie außerordentlichen Professorin befördert.
Goldin forscht im Bereich der Symplektischen Geometrie, ein Gebiet, das aus der Untersuchung geometrischer Strukturen hervorgegangen ist, die der klassischen Physik und der Quantenphysik zugrunde liegen, und in der modernen Differentialgeometrie von großer Bedeutung geworden ist. Goldin ist führend in Arbeiten, die sich auf Hamiltonsche Gruppenaktionen und das Studium der Topologie und Geometrie symplektischer Quotienten konzentrieren.
Sie ist mit dem Universitätsprofessor und Gründungsdirektor des Center for Neural Informatics, Structures, & Plasticity am Krasnow-Institut, Giorgio Ascoli, verheiratet, mit dem sie vier Kinder bekam.

## Auszeichnungen und Ehrungen (Auswahl)
- 2007: Ruth I. Michler Memorial Prize
- 2019:  Fellow of the American Mathematical Society (AMS)

## Veröffentlichungen (Auswahl)
- The cohomology ring of weight varieties and polygon spaces. Advances in Mathematics 160 (2), 2001, S. 175–204.
- mit S. Tolman: Towards generalizing Schubert calculus in the symplectic category. Journal of Symplectic Geometry 7 (4), 2009, S. 449–473.